# Naomi Mugo
Naomi Wanjiku Mugo  (née le 2 janvier 1977 à Nyahururu) est une athlète kényane, spécialiste des courses de demi-fond. 

## Biographie
Elle réalise le doublé 800 m / 1 500 m lors des championnats d'Afrique 1996 de Yaoundé. Elle décroche par ailleurs la médaille d'or par équipes lors des championnats du monde de cross-country 1996 après s'être classée troisième de l'épreuve individuelle.
Quatrième des Jeux du Commonwealth de 1998, sixième des championnats du monde 2003, elle obtient la médaille de bronze du 1 500 m aux Jeux africains de 2003. 

### Palmarès
| Date | Compétition                    | Lieu         | Résultat | Épreuve                 | Performance |
| ---- | ------------------------------ | ------------ | -------- | ----------------------- | ----------- |
| 1996 | Championnats du monde de cross | Stellenbosch | 3e       | Individuel              |             |
| 1996 | Championnats du monde de cross | Stellenbosch | 1re      | Par équipes             |             |
| 1996 | Championnats d'Afrique         | Yaoundé      | 1re      | 800 m                   |             |
| 1996 | Championnats d'Afrique         | Yaoundé      | 1re      | 1 500 m                 |             |
| 1997 | Championnats du monde de cross | Turin        | 8e       | Individuel              |             |
| 1997 | Championnats du monde de cross | Turin        | 2e       | Par équipes             |             |
| 1998 | Championnats du monde de cross | Marrakech    | 11e      | Individuel              |             |
| 1998 | Jeux du Commonwealth           | Kuala Lumpur | 4e       | 1 500 m                 |             |
| 2001 | Championnats du monde de cross | Ostende      | 11e      | Cross court individuel  |             |
| 2001 | Championnats du monde de cross | Ostende      | 2e       | Cross court par équipes |             |
| 2003 | Championnats du monde          | Paris        | 6e       | 1 500 m                 |             |
| 2003 | Jeux africains                 | Abuja        | 3rd      | 1 500 m                 |             |

### Records
| Épreuve | Performance   | Lieu    | Date        |
| ------- | ------------- | ------- | ----------- |
| 800 m   | 2 min 02 s 15 | Cardiff | 25 mai 1996 |
| 1 500 m | 3 min 58 s 12 | Monaco  | 8 août 1998 |